# Minh Mục Tông
Minh Mục Tông (chữ Hán: 明穆宗, 4 tháng 3, 1537 - 5 tháng 7, 1572), là Hoàng đế thứ 13 của nhà Minh trong lịch sử Trung Quốc, trị vì từ năm 1567 đến năm 1572, tổng cộng 6 năm. Trong suốt thời gian trị vì, ông chỉ dùng niên hiệu Long Khánh (隆慶), nên thường được gọi là Long Khánh Đế  (隆慶帝)
Tuy chỉ trị vì trong 6 năm, nhưng Long Khánh Đế được xem là một trong những Hoàng đế thông thoáng nhất triều Minh. Thời kỳ của ông tiếp tục thiết lập trật tự xã hội ổn định, kinh tế phát triển hưng khởi, tiếp nối thành tựu từ thời Gia Tĩnh trung hưng, vì thế sử sách xưng gọi Long Khánh tân chính (隆慶新政).

## Tiểu sử

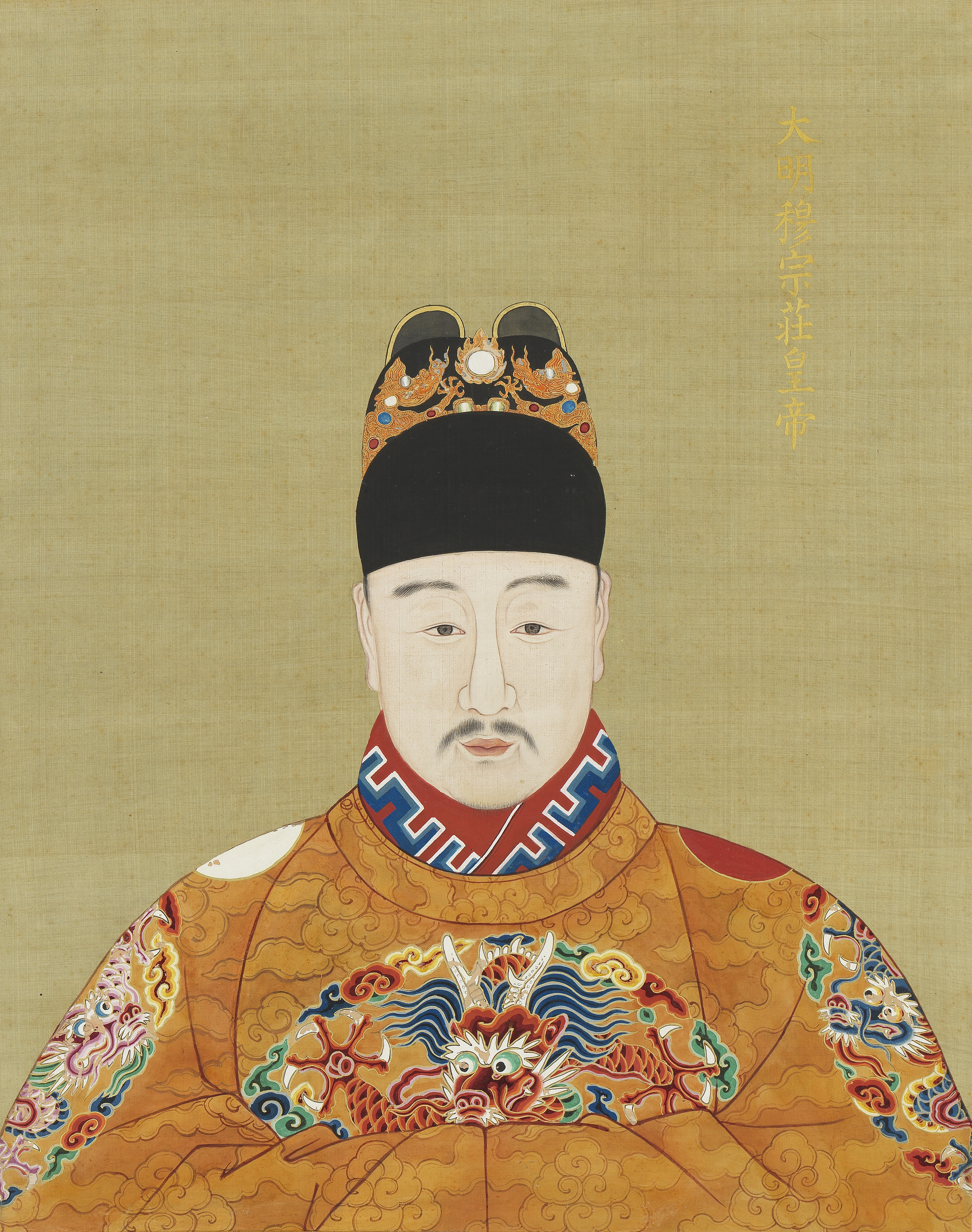
Minh Mục Tông Long Khánh Hoàng đế Chu Tái Hậu

Mục Tông Hoàng đế tên thật là Chu Tái Kỵ (朱載坖), sinh vào ngày 4 tháng 3, năm 1537 tại Tử Cấm Thành, Bắc Kinh. Ông là con trai thứ ba của Minh Thế Tông, mẹ là Khang phi Đỗ thị.
Năm 1539, khi vừa lên 2 tuổi, ông được phong làm Dụ vương (裕王). Đến năm 1549, anh trai ông là Trang Kính Thái tử Chu Tái Duệ qua đời, xét theo thứ tự thì Dụ vương Chu Tái Kỵ sẽ được lập làm Hoàng thái tử nhưng Minh Thế Tông tin vào lời đồn "hai con rồng thì không thể ở cùng nhau" cộng với thấy Tái Duệ ở ngôi Thái tử không được lâu nên trì hoãn không chịu lập Thái tử. Tuy vậy ông vẫn ngầm được thừa nhận là người sẽ kế vị.
Năm 1567, Minh Thế Tông mất, Dụ vương Chu Tái Kỵ lên ngôi, lấy niên hiệu Long Khánh (隆慶), mở đầu cuộc Long Khánh tân chính (隆慶新政).

## Long Khánh tân chính
Đế quốc Trung Hoa được Minh Mục Tông thừa hưởng đầy những xáo trộn gây ra bởi sự quản lý tồi và nạn tham nhũng. Để chấn chỉnh sự hỗn loạn do cha mình gây ra trong suốt một thời gian dài, Mục Tông đã thực hiện việc cải cách triều chính bằng cách sử dụng một loạt các quan lại có tài như Từ Giai, Cao Củng, Trần Dĩ Cần, Trương Cư Chính.
Ông cũng cho thả Hải Thụy và 32 quan lại bị khép tội triều trước, đồng thời bỏ tù Đạo sĩ Vương Kim, một sủng thần của cha mình. Bên cạnh đó, ông chủ trương nối lại quan hệ ngoại giao với các quốc gia châu Âu, châu Phi, giảng hòa với Mông Cổ. Long Khánh cũng đã đưa quân đẩy lùi quân Mông Cổ của Altan Khan, người đã cho quân xâm nhập Vạn Lý Trường Thành và đến tận Bắc Kinh. Một hiệp ước hòa bình để trao đổi ngựa lấy tơ đã được ký kết với quân Mông Cổ ngay sau đó.
Nhằm tăng cường an ninh biên giới trên đất liền và trên biển, ông đã bổ nhiệm những tướng lĩnh có tài như Du Đại Du, Thích Kế Quang trấn thủ vùng cảng biển Triết Giang và Phúc Kiến, ngăn chặn nạn cướp biển từ Nhật Bản (Oa khấu), vốn hoành hành một thời gian dài từ thời Minh Thế Tông.
Triều đại của Mục Tông, không giống với bất kỳ Hoàng đế nhà Minh nào trước đây, đã thấy sự phụ thuộc nặng nề vào các hoạn quan triều đình. Bất chấp sự khởi đầu đầy hy vọng ban đầu, Long Khánh đã dần chểnh mảng chính sự và bắt đầu theo đuổi sự hưởng thụ cá nhân. Hoàng đế cũng đưa ra một số quyết định mâu thuẫn như việc dùng lại các phương sĩ Đạo giáo mà chính ông ta đã cấm chỉ khi mới lên ngôi.

## Qua đời
Năm 1572, ngày 5 tháng 7, Minh Mục Tông do dâm dục quá mức mà lâm bệnh qua đời, hưởng dương 35 tuổi. Trước khi qua đời, Mục Tông đã di mệnh lại cho các đại thần Cao Củng, Cao Nghi, Trương Cư Chính phò tá cho đứa con trai mới 10 tuổi của mình là Chu Dực Quân (朱翊鈞) lên kế vị, tức Minh Thần Tông, niên hiệu là Vạn Lịch.
Thần Tông tôn vua cha miếu hiệu là Mục Tông (穆宗), thụy hiệu là Khế Thiên Long Đạo Uyên Ý Khoan Nhân Hiển Văn Quang Vũ Thuần Đức Hoằng Hiếu Trang Hoàng đế (契天隆道淵懿寬仁顯文光武純德弘孝莊皇帝), gọi tắt là Mục Tông Trang Hoàng đế (穆宗莊皇帝). Mục Tông được chôn cất tại Chiêu lăng (昭陵).

## Gia quyến
- Thân phụ: Thế Tông Túc Hoàng đế Chu Hậu Thông.
- Thân mẫu: Hiếu Khác Hoàng hậu Đỗ thị (孝恪皇后杜氏, 1510 - 1554), người ở Đại Hưng, là phi tần của Thế Tông với sơ phong là Khang phi (康妃). Sau khi qua đời, được truy tôn là Vinh Thục Khang phi (荣淑康妃). Đến khi Mục Tông kế vị, mới được truy tặng Hoàng hậu.

### Hậu phi

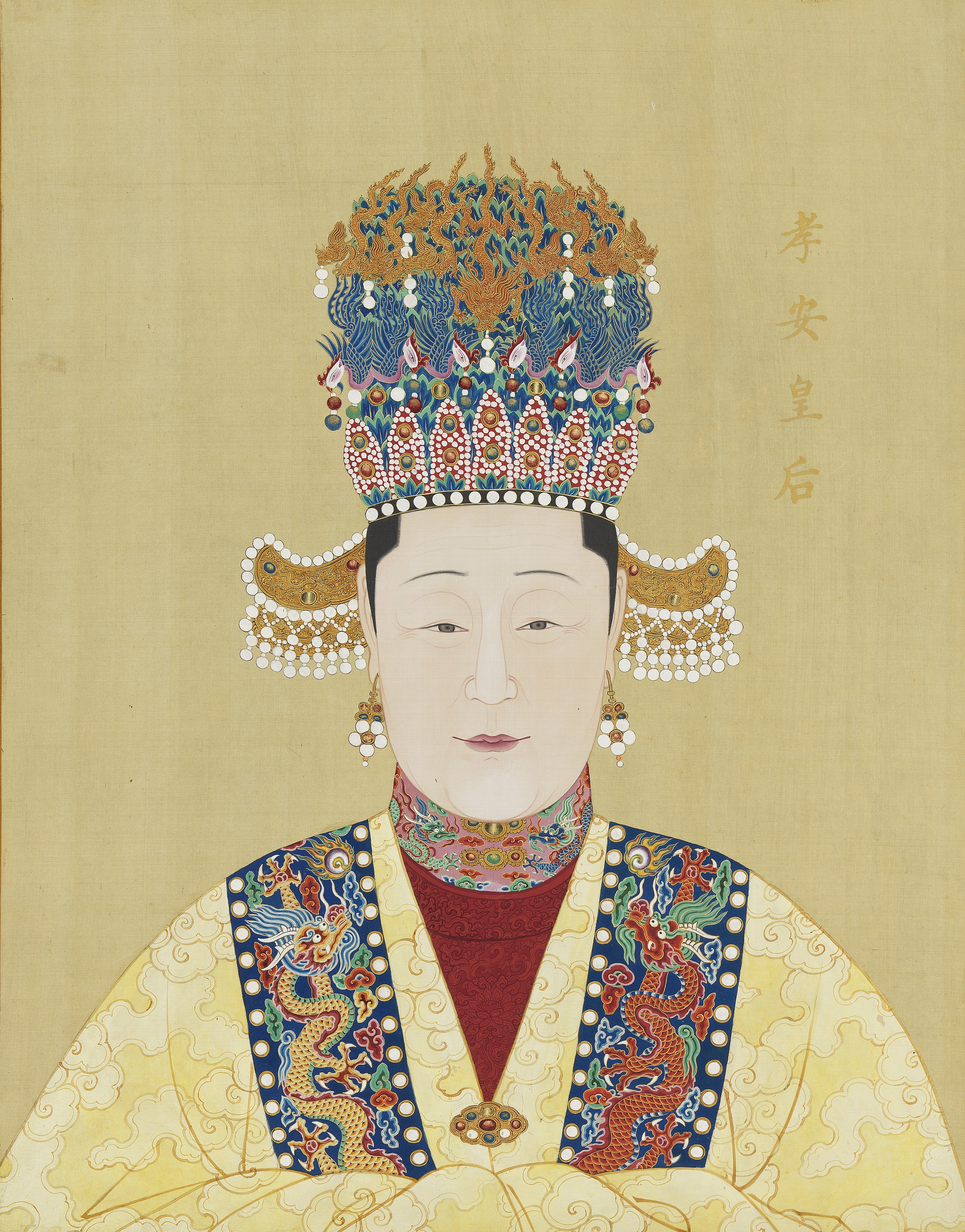
Hiếu An Hoàng hậu Trần thị

1. Hiếu Ý Trang Hoàng hậu Lý thị (孝懿皇后李氏, ? - 1558), người Xương Bình, cha là Lý Minh (李铭). Chính thất vương phi khi chưa đăng cơ, qua đời trước khi Mục Tông lên ngôi. Sinh ra Hiến Hoài Thái tử, Tĩnh Điệu vương Chu Dực Linh và Bồng Lai công chúa.Hiếu An Hoàng hậu Trần thị

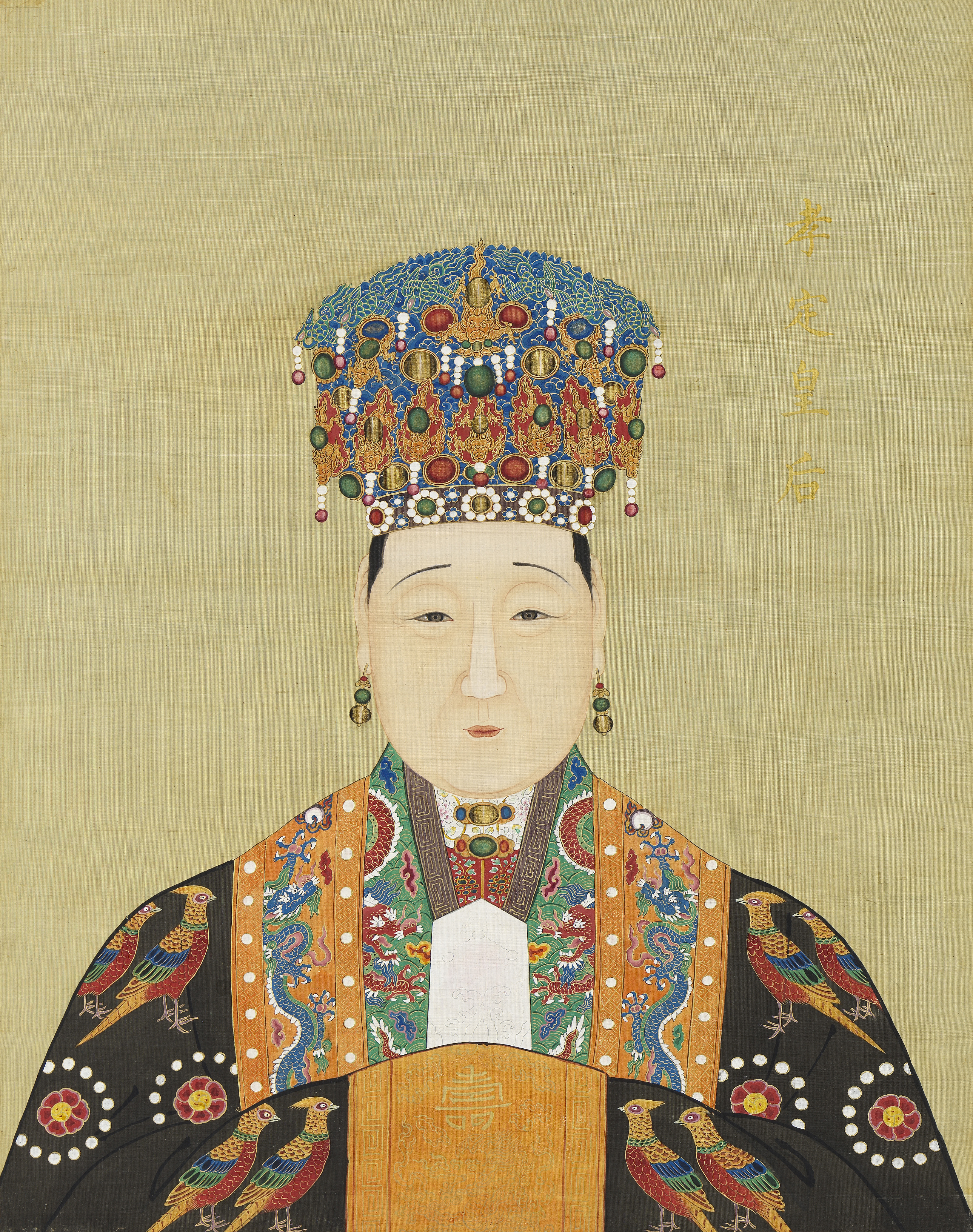
Hiếu Định Hoàng thái hậu Lý thị

2. Hiếu An Hoàng hậu Trần thị (孝安皇后陈氏, ? - 1596), người Thông Châu, cha là Cẩm y vệ Cố An bá Trần Cảnh Hành (固安伯陳景行). Thời Minh Thần Tông, được tôn làm Nhân Thánh Hoàng thái hậu (仁圣皇太后). Sinh ra Thái Hòa công chúa.Hiếu Định Hoàng thái hậu Lý thị
3. Hiếu Định Hoàng thái hậu Lý thị (孝定皇后李氏, 1540 - 1612), người Thông Châu, cha là Vũ Thanh bá Lý Vỹ Phong (武清伯李伟封). Bà vào cung được phong Quý phi, sinh ra Minh Thần Tông, tôn phong làm Từ Thánh Hoàng thái hậu (慈圣皇太后).
4. Tần Thục phi (秦淑妃), cha là Tần Phụng (秦奉), sinh hạ Tê Hà Công chúa chết yểu, sau khi qua đời được ban thuỵ là Đoan Tĩnh Thục phi (端静淑妃)
5. Lưu Trang phi (劉莊妃, ? - 1582), cha là Cẩm y vệ Chính thiên hộ Lưu Hiền (刘贤), thuỵ là Cung Huệ Trang phi (恭惠莊妃)
6. Lý Đức phi (李德妃, ? - 1632), thọ hơn 80 tuổi, cha là Cẩm y vệ Chính thiên hộ Lý Nại (李柰)
7. Vương Vinh phi (王榮妃, ? - 1580), cha là Cẩm y vệ Chính thiên hộ Vương Trạch (王泽), thuỵ là Trang Hy Vinh phi (庄僖榮妃)
8. Nguỵ Anh phi (魏英妃)
9. Lý Cung phi (李恭妃)
10. Đổng Đoan phi (董端妃)
11. Trang Kính phi (莊敬妃)
12. Hứa Anh phi (許英妃)
13. Tiền An phi (錢安妃)
14. Tề Kính phi (齊敬妃)
15. Ngô Cung phi (吳恭妃)
16. Giang Hiền phi (江賢妃)
17. Diệp Kỳ phi (葉奇妃)
18. Vu Ý phi (于懿妃)
19. Hàn Dung phi (韓容妃)
20. Dương An phi (楊安妃)
21. Triệu Hoà phi (趙和妃)
22. Mã Huệ phi (馬惠妃)

### Hậu duệ

#### Hoàng tử
| TT | Họ tên              | Tước vị                            | Sinh              | Mất              | Mẹ                       | Ghi chú                                                                    |
| -- | ------------------- | ---------------------------------- | ----------------- | ---------------- | ------------------------ | -------------------------------------------------------------------------- |
| 1  | Chu Dực Dặc 朱翊釴  | Hiến Hoài Thái tử 宪怀太子         | 15 tháng 10, 1555 | 11 tháng 5, 1559 | Hiếu Ý Trang Hoàng hậu   | Chết yểu                                                                   |
| 2  | Chu Dực Linh 朱翊鈴 | Tĩnh Điệu vương 靖悼王             | trước 1558        | trước 1558       | Hiếu Ý Trang Hoàng hậu   | Chết khi chưa đầy 1 tuổi Ban đầu truy là Lam Điền vương (蓝田王)           |
| 3  | Chu Dực Quân 朱翊鈞 | Thần Tông Hiển Hoàng đế 神宗顯皇帝 | 4 tháng 9, 1563   | 18 tháng 8, 1620 | Hiếu Định Hoàng thái hậu | Đăng cơ năm 1572                                                           |
| 4  | Chu Dực Lưu 朱翊镠  | Lộ Giản vương 潞简王               | 1568              | 1614             | Hiếu Định Hoàng thái hậu | Năm 4 tuổi tấn phong Lộ vương (潞王) Chết cùng lúc với Hiếu Định Hoàng hậu |

#### Hoàng nữ
| TT | Tước vị                       | Họ tên                 | Sinh             | Mất              | Năm kết hôn | Phu quân                 | Mẹ                       | Ghi chú                            |
| -- | ----------------------------- | ---------------------- | ---------------- | ---------------- | ----------- | ------------------------ | ------------------------ | ---------------------------------- |
| 1  | Bồng Lai Công chúa 蓬莱公主   |                        | 1557             | 1557             |             |                          | Hiếu Ý Trang Hoàng hậu   | Chết non                           |
| 2  | Thái Hòa Công chúa 太和公主   |                        | không rõ         | 1560             |             |                          | Hiếu An Hoàng hậu        | Chết yểu                           |
| 3  | Thọ Dương Công chúa 寿阳公主  | Chu Nghiêu Nga 朱堯娥  | 1565             | 1590             | 1581        | Hầu Củng Thần (侯拱辰)   | Hiếu Định Hoàng thái hậu | Không con                          |
| 4  | Vĩnh Ninh Công chúa 永宁公主  | Chu Nghiêu Anh 朱堯媖  | 11 tháng 3, 1567 | 22 tháng 7, 1594 | 1582        | Lương Bang Thụy (梁邦瑞) | Hiếu Định Hoàng thái hậu |                                    |
| 5  | Thụy An Công chúa 瑞安公主    | Chu Nghiêu Viên 朱堯媛 | 1573             | 1629             | 1585        | Vạn Vĩ (萬煒)            | Hiếu Định Hoàng thái hậu | Con trai là Vạn Trường Tộ (萬長祚) |
| 6  | Diên Khánh Công chúa 延庆公主 | Chu Nghiêu Cơ 朱堯姬   | không rõ         | 1600             | 1587        | Vương Bỉnh (王昺)        | không rõ                 |                                    |
| 7  | Tê Hà Công chúa 棲霞公主      | Chu Nghiêu Lâu 朱堯㜢  | 1571             | 1572             |             |                          | Tần Thục phi             | Chết non                           |